# سيركان كايا
سيركان كايا (بالتركية: Sercan Kaya)‏ (15 مارس 1988 بإزمير في تركيا - ) هو لاعب كرة قدم تركي في مركز الوسط. شارك مع منتخب تركيا تحت 20 سنة لكرة القدم. أما مع النوادي، فقد لعب مع بوجاسبور وتشايكور ريزه سبور ونادي طرابزون سبور و1461 طرابزون.

## وصلات خارجية
- سيركان كايا على موقع الاتحاد الأوربي (الإنجليزية)
- سيركان كايا على موقع اتحاد تركيا (لاعب) (الإنجليزية)
- سيركان كايا على موقع قاعدة بيانات كرة القدم.إي يو (الإنجليزية)
- سيركان كايا على موقع Soccerway.com (الإنجليزية)
- سيركان كايا على موقع عالم كرة القدم.نت (الإنجليزية)